# Nobo
Nobo is een bestuurslaag in het regentschap Flores Timur van de provincie Oost-Nusa Tenggara, Indonesië. Nobo telt 518 inwoners (volkstelling 2010).